# فیلیپه دال بلو
فیلیپه دیاس دا سیلوا دال بلو (به پرتغالی: Felipe Dias da Silva dal Belo) مدافع میانی اهل برزیل است که در شهر Guaratinguetá, و در تاریخ ۳۱ ژوئیهٔ ۱۹۸۴ به دنیا آمده‌است.
فیلیپه دل بیلو در تیم‌های فوتبال اودینزه، فیورنتینا، چزنا، سیه‌نا، پارما، اینتر میلان، و اسپال سابقهٔ حضور دارد.